# Solidarność Live
Solidarność Live – filmowy zapis koncertu Przestrzeń Wolności Jeana-Michela Jarre’a na DVD. Na albumie nie znalazły się utwory „Equinoxe 4”, „Geometry of Love part 1”, oraz „Aerology” (Zagrane podczas koncertu w dwóch wersjach). Pominięto także przemowę Lecha Wałęsy, ale pozostawiono jej zapowiedź. Polska premiera albumu odbyła się 5 grudnia 2005.
Nagranie w Polsce uzyskało certyfikat platynowej płyty DVD.

## Lista utworów
1. „Shipyard Overture (Revolution Industrielle)”
2. „Suite For Flute"
3. „Oxygene 2"
4. „Tribute To Chopin"
5. „Aero"
6. „Oxygene 4"
7. „Souvenir"
8. „Space Of Freedom (March 23)”
9. „Theremin Memories"
10. „Chronology 2"
11. „Mury"
12. „Chronology 6"
13. „Oxygene 8"
14. „Light My Sky"
15. „Tribute To Jean Paul II (Acropolis)”
16. „Rendez-Vous 2"
17. „Vivaldi: Summer - Presto"
18. „Oxygene 12"
19. „Rendez-Vous 4"
20. „Solidarność (Oxygene 13)”
21. „Aerology remix"